# Кестен
Ке́стен (болг. Кестен) — село в Смолянській області Болгарії. Входить до складу общини Девин.

## Населення
За даними перепису населення 2011 року у селі проживали 95 осіб.
Національний склад населення села:
| Національність   | Кількість осіб | Відсоток |
| ---------------- | -------------- | -------- |
| болгари          | 89             | 94,7%    |
| не визначились   | 4              | 4,3%     |
| Всього відповіли | 94             |          |

Розподіл населення за віком у 2011 році:
Динаміка населення: